# Подгородняя (платформа)
Подгородняя (укр. Підміська) — железнодорожная платформа Южной железной дороги, находящаяся на окраине посёлка Малая Даниловка, в южной его части, в нескольких метрах от городской границы Харькова (за путепроводом окружной автодороги). Поезда дальнего следования, а также некоторые пригородные по платформе Подгородняя не останавливаются.

## Путевое развитие
Чётный и нечётный пути перегона Харьков-Сортировочный — Дергачи, а также подъездной путь станции Харьков-Сортировочный, заканчивающийся тупиком.

## Сооружения
Здание вокзала с кассой, эстакада для погрузки автомобилей на подъездном пути.

## Поезда
Участок Харьков-Белгород обслуживается электропоездами ЭР2, ЭР2Р, ЭР2Т депо Харьков и ЭР2, ЭД4, ЭД4М депо Белгород. В нечётном направлении поезда идут до станции Харьков-Пассажирский (Южного вокзала), в чётном — до станций Дергачи, Казачья Лопань, Наумовка, Белгород-Главный.